# Tres Hombres
| Recensione                        | Giudizio     |
| --------------------------------- | ------------ |
| AllMusic                          | [ 1 ]        |
| The New Rolling Stone Album Guide | [ 2 ]        |
| Sputnikmusic                      | 4.5 (Superb) |
| Piero Scaruffi                    | [ 4 ]        |
| Storia della musica               | [ 5 ]        |
| Dizionario del Pop-Rock           | [ 6 ]        |
| 24.000 dischi                     | [ 7 ]        |

Tres Hombres è il terzo album in studio della band statunitense hard/blues rock ZZ Top, pubblicato nel luglio del 1973.
Con questo disco, che ottenne un buon successo commerciale, grazie anche al famoso singolo La Grange, la band texana attirò a sé un buon numero di fan, ed è giudicato da molti critici il disco migliore della loro carriera. Inoltre è presente, al 490º posto, nella lista dei 500 migliori album secondo Rolling Stone.

## Tracce
Lato A
1. Waitin' for the Bus – 2:59 (Billy Gibbons, Dusty Hill)
2. Jesus Just Left Chicago – 3:29 (Billy Gibbons, Dusty Hill, Frank Beard)
3. Beer Drinkers & Hell Raisers – 3:23 (Billy Gibbons, Dusty Hill, Frank Beard)
4. Master of Sparks – 3:33 (Billy Gibbons)
5. Hot, Blue and Righteous – 3:14 (Billy Gibbons)

Lato B
1. Move Me on Down the Line – 2:30 (Billy Gibbons, Dusty Hill)
2. Precious and Grace – 3:09 (Billy Gibbons, Dusty Hill, Frank Beard)
3. La Grange – 3:51 (Billy Gibbons, Dusty Hill, Frank Beard)
4. Shiek – 4:04 (Billy Gibbons, Dusty Hill)
5. Have You Heard? – 3:14 (Billy Gibbons, Dusty Hill)

Edizione CD del 2006, pubblicato dalla Warner Bros. Records (R2 78966)
1. Waitin' for the Bus – 2:59 (Billy Gibbons, Dusty Hill)
2. Jesus Just Left Chicago – 3:29 (Billy Gibbons, Dusty Hill, Frank Beard)
3. Beer Drinkers & Hell Raisers – 3:23 (Billy Gibbons, Dusty Hill, Frank Beard)
4. Master of Sparks – 3:33 (Billy Gibbons)
5. Hot, Blue and Righteous – 3:14 (Billy Gibbons)
6. Move Me on Down the Line – 2:30 (Billy Gibbons, Dusty Hill)
7. Precious and Grace – 3:09 (Billy Gibbons, Dusty Hill, Frank Beard)
8. La Grange – 3:51 (Billy Gibbons, Dusty Hill, Frank Beard)
9. Shiek – 4:04 (Billy Gibbons, Dusty Hill)
10. Have You Heard? – 3:14 (Billy Gibbons, Dusty Hill)
11. Waitin' for the Bus – 2:42 (Billy Gibbons, Dusty Hill) – Bonus Track - Live
12. Jesus Just Left Chicago – 4:03 (Billy Gibbons, Dusty Hill, Frank Beard) – Bonus Track - Live
13. La Grange – 4:44 (Billy Gibbons, Dusty Hill, Frank Beard) – Bonus Track - Live

## Formazione
- Billy Gibbons – voce, chitarra
- Dusty Hill – basso, cori, voce (brano: Beer Drinkers and Hell Raisers)
- Frank Beard – batteria, percussioni

## Crediti tecnici
- Bill Ham - produttore
- Ringraziamento a Robin Brian (ingegnere del suono) / Brian Studio (Memphis, TN)
- Ringraziamento a Terry Manning (ingegnere del suono) / Ardent Studio (Memphis, TN)
- Galen Scott - fotografie
- Bill Narum - copertina album

## Classifiche
| Classifica (2021) | Posizione massima |
| ----------------- | ----------------- |
| Grecia            | 39                |